# Cantigamente n.º 3
Cantigamente Nº 3 (1975), longa-metragem portuguesa de José Álvaro Morais, é o terceiro filme da série Cantigamente, produzida pelo Centro Português de Cinema para a RTP.

## Sinopse
A década de quarenta em Portugal. O papel da rádio, do cinema e das artes plásticas na fase de consolidação do regime de Salazar. Filme de montagem de materiais de arquivo, inclui entrevistas com personalidades como Milu, A Menina da Rádio, Leonor Maia, a Tatão de O Pai Tirano e com Baptista Pereira sobre Soeiro Pereira Gomes, autor de «Esteios». Em África a guerra colonial agrava-se e no continente o fascismo domina controlando dia a dia qualquer tipo de contestação.